# Kruidtuin (Brussel)
De Kruidtuin van Brussel (Frans: Jardin botanique de Bruxelles) is een park in de Belgische hoofdstad Brussel dat werd aangelegd in 1826 als botanische tuin. Het is gelegen aan de rand van het Brusselse centrum in de gemeente Sint-Joost-ten-Node, niet ver van het station Brussel-Noord. De Kruidtuin huisvest ook een cultureel centrum van de Franse Gemeenschap van België. De "Botanique" is uitgegroeid tot een van de bekendste concertzalen in België.
Bekend citaat: “Brussel heeft twee wereldwonderen: de Grote Markt en het panorama van de Kruidtuin” – Victor Hugo.

## Geschiedenis

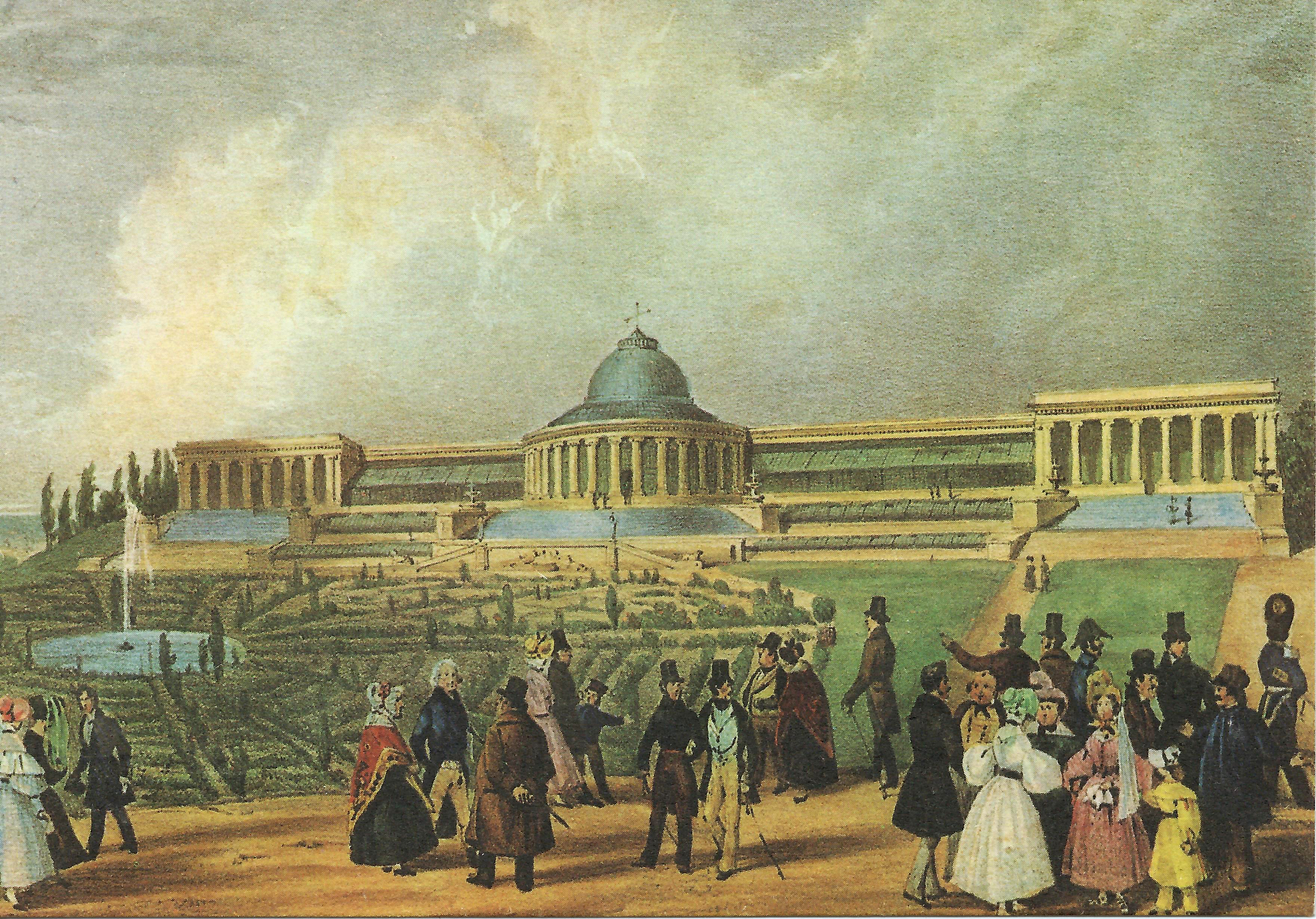
Schilderij van de kruidtuin in de 19de eeuw

De eerste botanische tuin in Brussel was gelegen in de Ruisbroekstraat, in de tuin van het vroegere paleis van Karel van Lotharingen, waar toen een middelbare school was gevestigd. In 1826 werd het voortbestaan van deze botanische tuin bedreigd door de uitbreiding van de Koninklijke Bibliotheek en een aantal stadsvernieuwingsprojecten, waaronder de afbraak van de stadswallen. De amateursvereniging ‘De Koninklijke Maatschappij van kruid-, bloem- en boomkwekerijen der Nederlanden’ besloot een nieuwe botanische tuin aan de rand van de stad aan te leggen in een poging om zo veel mogelijk van de oorspronkelijke botanische tuin te redden. Het nieuwe terrein was gelegen tussen de Schaarbeekse en de Keulse poort en was tot dan toe een verzameling van vijvers, bosjes, akkers en moestuintjes. De 6,37 hectare van het terrein in Sint-Joost-ten-Node werden ingericht door tuinarchitect Charles-Henri Petersen en later gereorganiseerd op aanwijzingen van een van de stichters van de Tuinbouwvereniging, Jean-Baptiste Meeus-Wouters. De officiële opening van de Kruidtuin vond plaats in september 1829.
De oranjerie werd tussen 1826 en 1829 gebouwd naar ontwerpen van Pierre-François Gineste. Zijn plannen inspireerden zich op de ambitieuzere projecten van Tilman-François Suys. Ze ligt helemaal bovenaan in de tuin en gebruikt de helling van het terrein voor de oriëntatie van de serres op het zuiden. Het gebouwencomplex omvatte serres, administratieve kantoren en wetenschapsruimten. Opmerkelijk aan het gebouw is ongetwijfeld de centrale rotonde met koepeldak. De kelders werden gebruikt voor het kweken van champignons en het bleken van groenten. Bij die laatste activiteit ontdekte hoofdtuinier Frans Bresiers het kroppen van witloof en stelde hij deze techniek in elk geval op punt.
Tussen 1842 en 1854 werd de oranjerie en de tuin in verschillende fasen vergroot (bouw van een portaal aan de Koningsstraat, een feestzaal, enz.). Ondanks de jaarlijkse regeringstoelage sinds 1837 stapelden de financiële problemen van de tuinbeheerders zich op. Daarom verkochten ze een deel van het terrein voor de bouw van het station Brussel-Noord en begonnen ze ook met de verkoop van planten. Daardoor kwamen de oorspronkelijke didactische en wetenschappelijke doelstellingen in gevaar. Daarom besliste de Belgische Staat in 1870 om de tuin aan te kopen, om het panorama te beschermen en zowel de wetenschappelijke doelstelling van de Kruidtuin als het statuut van openbaar wandelpark veilig te stellen. Elk terras kreeg een specifieke stijl: het terras bovenaan werd aangelegd in Franse stijl, het midden in Italiaanse stijl, en onderaan in Engelse stijl. Uit die periode dateren de versieringen, rotspartijen, serre, enz. Exotische planten waren in die tijd een bezienswaardigheid omdat veel inwoners amper reisden. Het park werd hierdoor een druk wandelgebied waar soms speciale evenementen plaatsvonden. Een van deze evenementen vond plaats op 26 september 1864 toen hier Le Géant opsteeg, een luchtballon die 6.000m³ gas bevatte en 40m hoog was. De man achter deze indrukwekkende vlucht was Gaspard-Félix Tournachon, beter bekend als Nadar, die in 1858 in Parijs al veel succes had geboekt. Zijn komst naar Brussel lokte zelfs koning Leopold II naar de kruidtuin om Le Géant te bewonderen. De dichte menigte moest in bedwang gehouden worden met speciaal ontworpen afsluitingen die sinds dan nadarafsluitingen genoemd worden. Het park werd tussen 1894 en 1898 ook aangekleed met 52 beelden onder supervisie van en deels ook uitgevoerd door Charles Van der Stappen en Constantin Meunier.
Nieuwe stedenbouwkundige projecten, zoals de Noord-Zuidverbinding en vooral de beperkte ruimte om al de collecties die in de loop der jaren werden samengebracht een plaats te geven, maakten het behoud van de Kruidtuin in Brussel onmogelijk. In 1939 verhuisde de botanische tuin naar Meise. Later werd het terrein nog verder verkleind voor de aanleg van de Kleine Ring, de Sint-Lazaruslaan (die de tuin in tweeën snijdt) en de verbreding van de Ginestestraat.
Voor de Wereldtentoonstelling van 1958 legde de Brusselse landschapsarchitect René Pechère de tuin opnieuw aan. Het was zijn bedoeling om de grote lijnen van de vroegere structuur en de merkwaardige bomen te behouden en die harmonisch te verweven met de nieuwe architectuur van de gebouwen in de omgeving. Hij legde ook de basis voor de nieuwe functie als openbare stadstuin. Het kruidtuinpark is sinds 1964 een beschermd monument.

## Beeldenpark

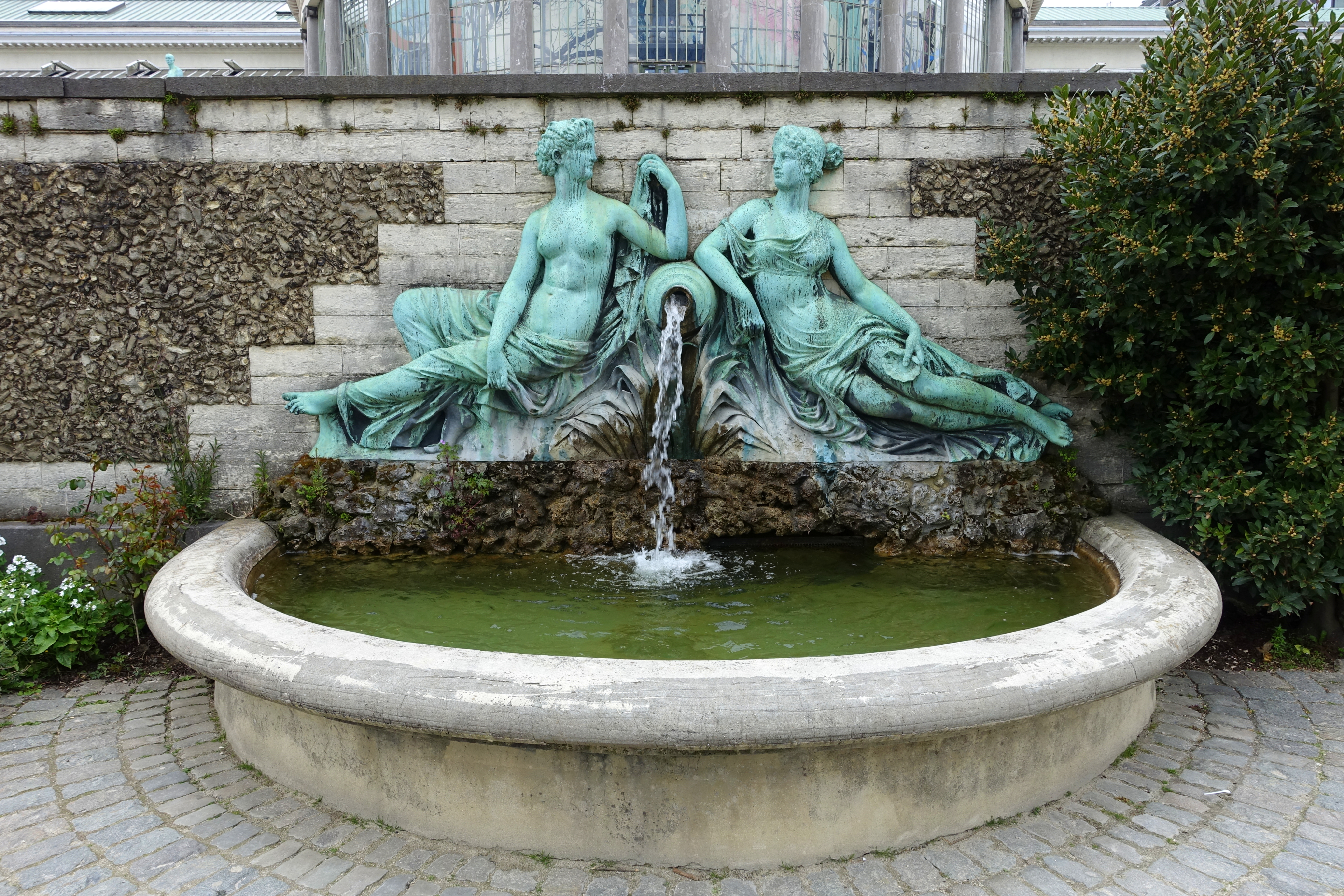
Najadenfontein door Albert Hambresin (1890) naar het beschadigde origineel van François Rude (1826).

Oorspronkelijk was het park gedecoreerd met een stenen Najadenfontein door François Rude (1826). Ze raakte verweerd en werd in 1890 vervangen door een brons van Albert Hambresin.
Het sculpturale programma van 1894-98 is nog rijk aanwezig in het park. Van de 52 sculpturen zijn er een dertigtal bewaard. De rest is in 1938 overgebracht naar de Plantentuin Meise (o.a. De Tijd door Charles Van der Stappen) of verdwenen.
| - Havikfontein, Joseph Pollard - Gierfontein, Alphonse de Tombay - Condorfontein, Godefroid Devreese - Reigerfontein, Isidore De Rudder - Verlichtingspaal met de Vier Elementen, Paul Du Bois - Verlichtingspaal met de Vier Leeftijden, Jules Lagae - De Lente of De Herderin, Hippolyte Leroy - De Zomer of De Maaier, Constantin Meunier - De Herfst of De Zaaier, Constantin Meunier - De Winter of De Oude Houthakster, Pieter Braecke | - De Zwaan, Désiré Weygers - De Ooievaar, Edmond Lefever - Lantaarn met Papegaai en reliëf van de Vier Leeftijden, Victor Rousseau - Lantaarn met Uil en reliëf van de Vier Winden, Victor Rousseau - De Zorg, Maurice De Mathelin - Krokodil in gevecht met een slang, Emile Namur - Luipaard, Jean Gaspar - Buksboom, Gustave Van Hove - Gier, Alfred Crick | - Arend, Henri Boncquet - Palm, Victor De Haen - Laurier, Julien Dillens - Leeuw, Charles Samuel - Tijger, Jean Hérain - Olijfboom of De Vrede, Léon Mignon - Distel, Frans Joris - Klimop, Arthur Craco - Kamperfoelie, Eugène De Pleyn - Lelie, Albert Desenfans |

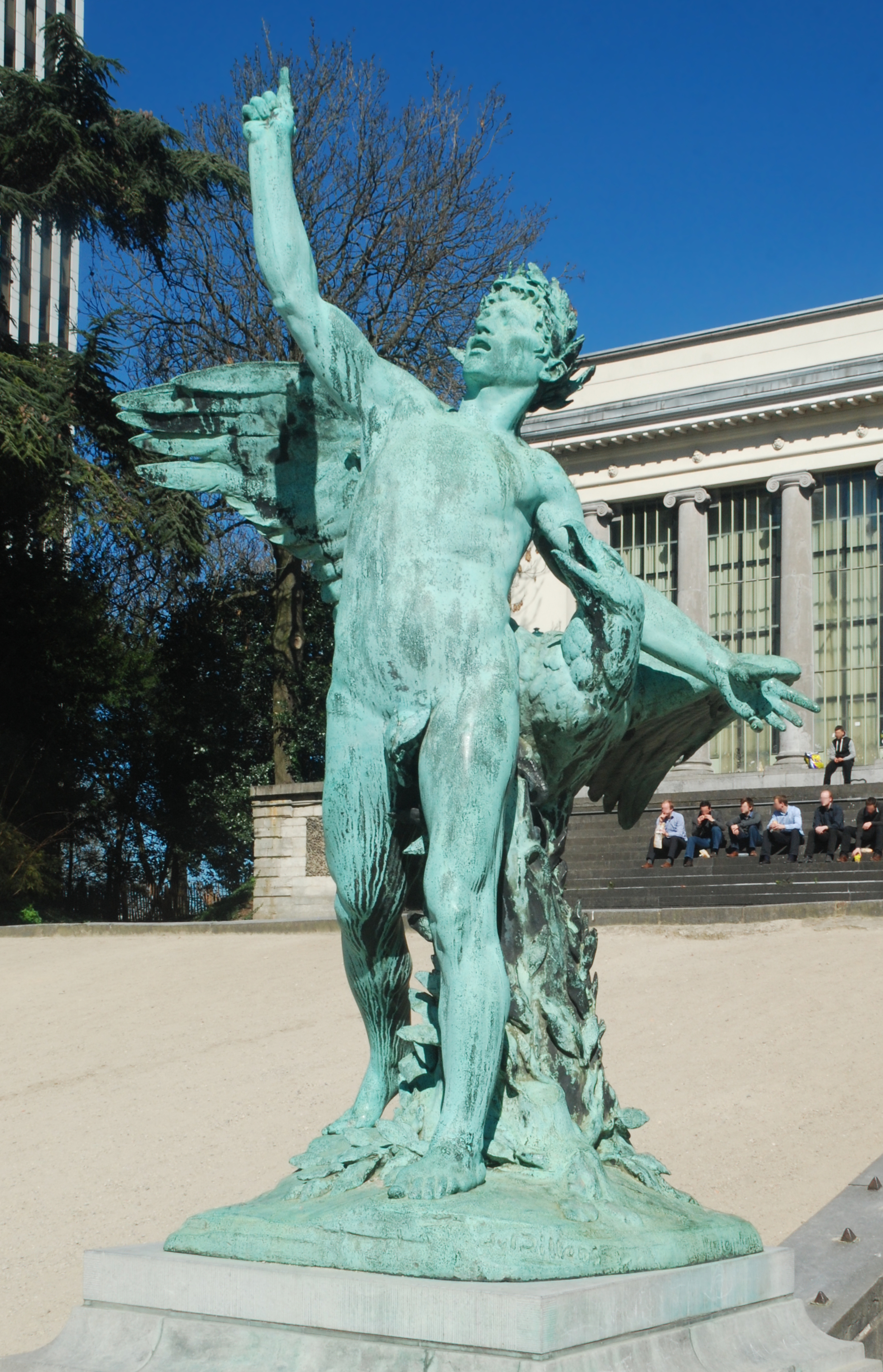
Laurier, Julien Dillens.
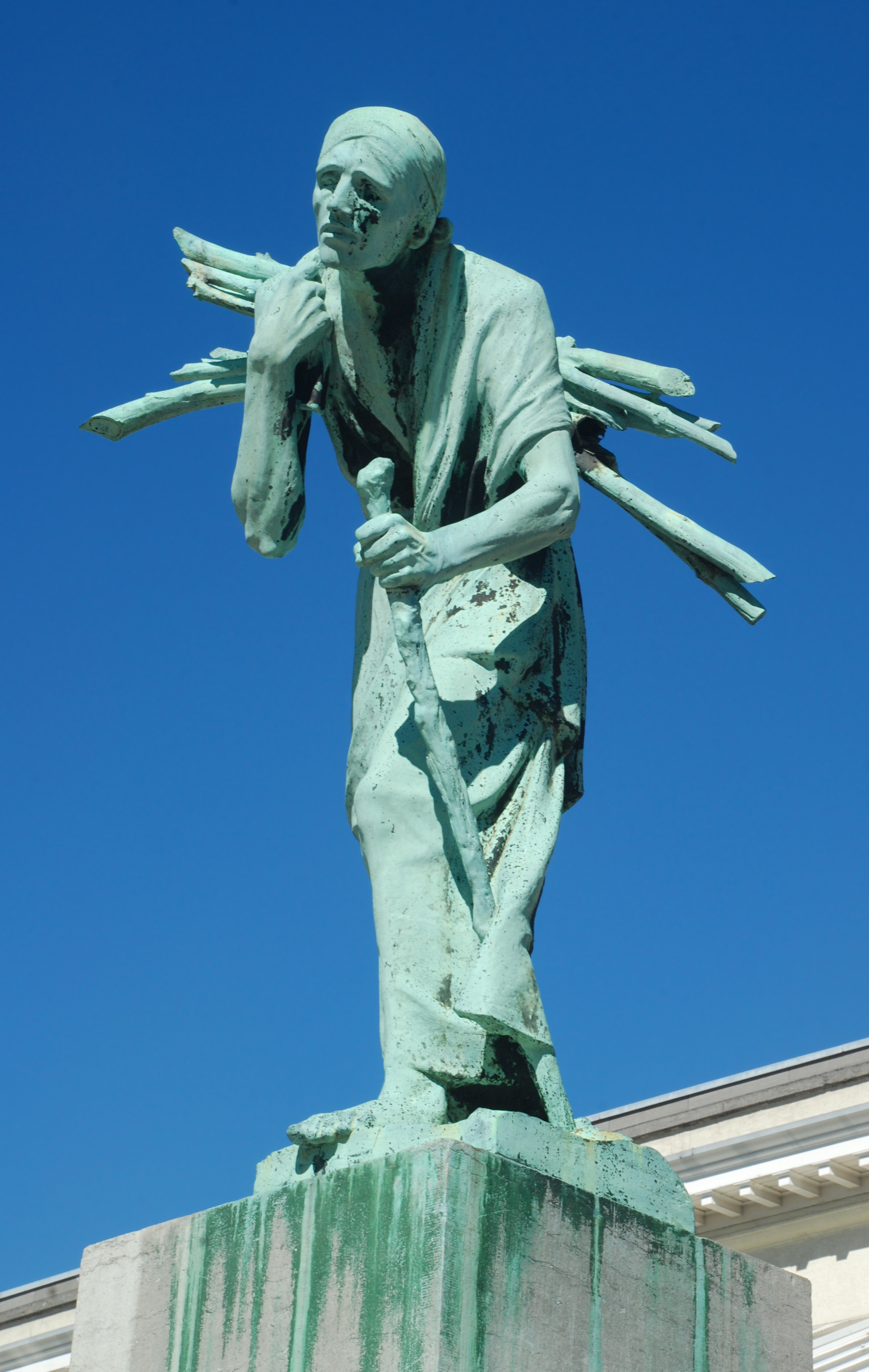
De Winter of De Oude Houthakster, Pierre Braecke
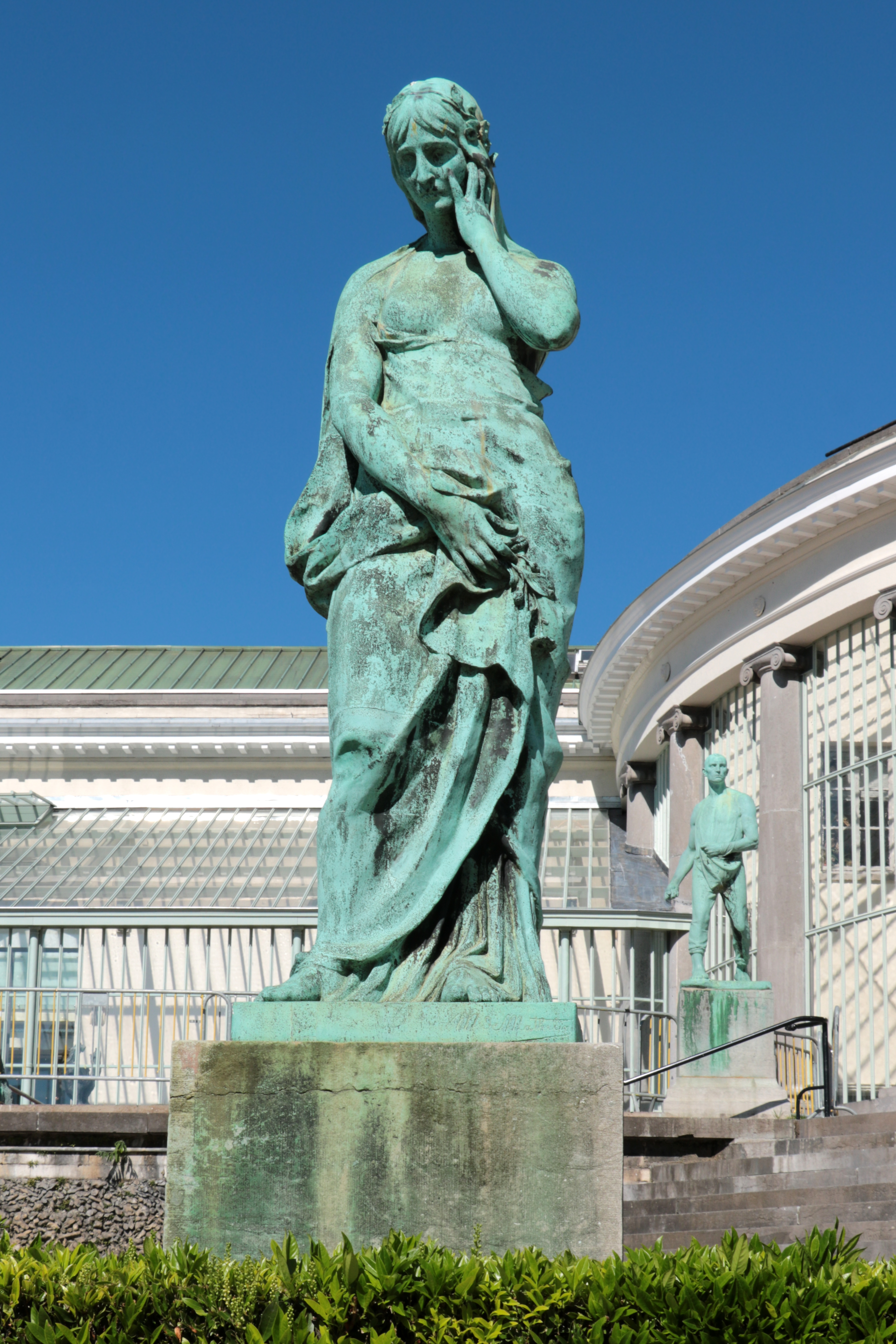
De Zorg, Maurice De Mathelin.
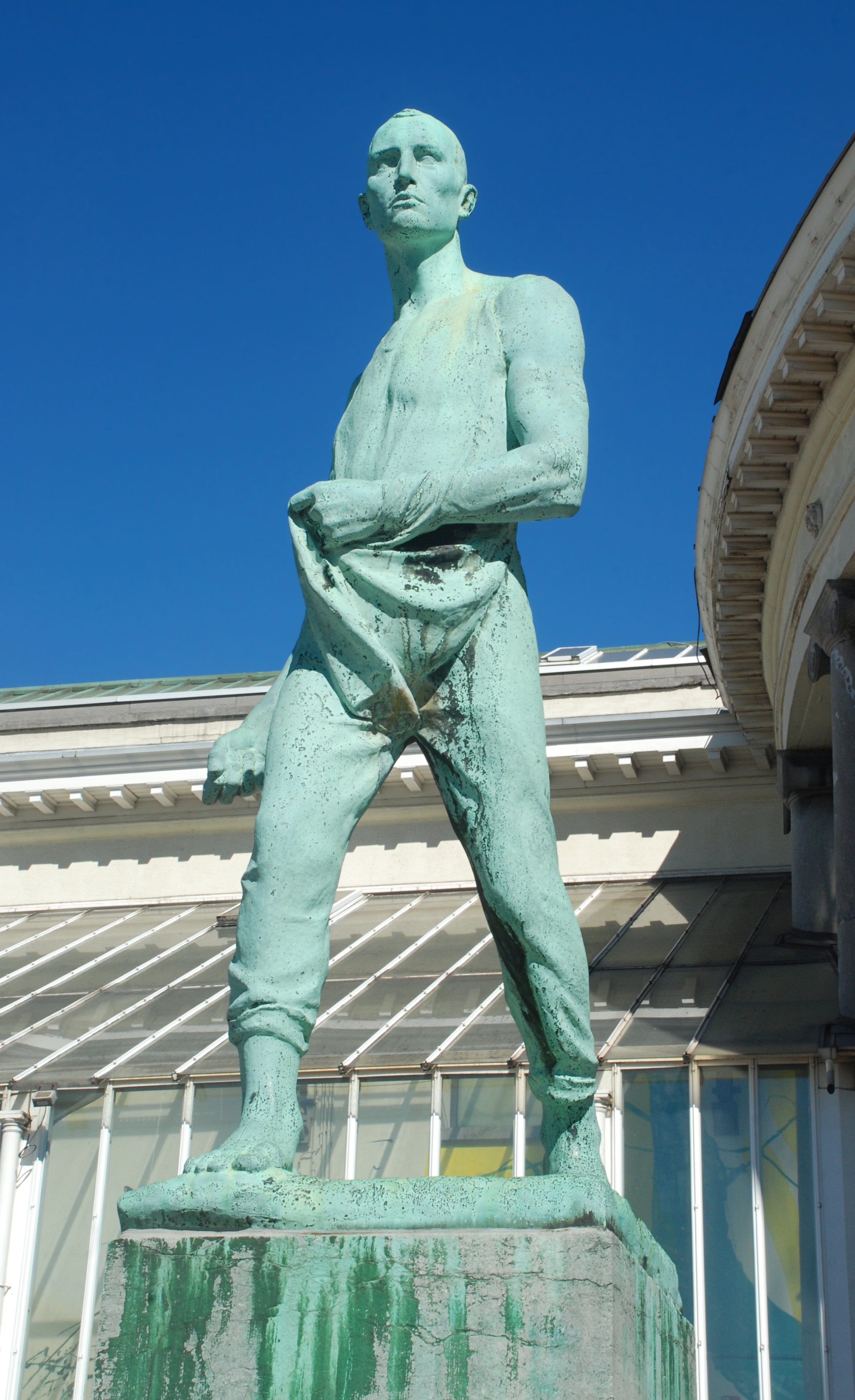
De Herfst of De Zaaier, Constantin Meunier
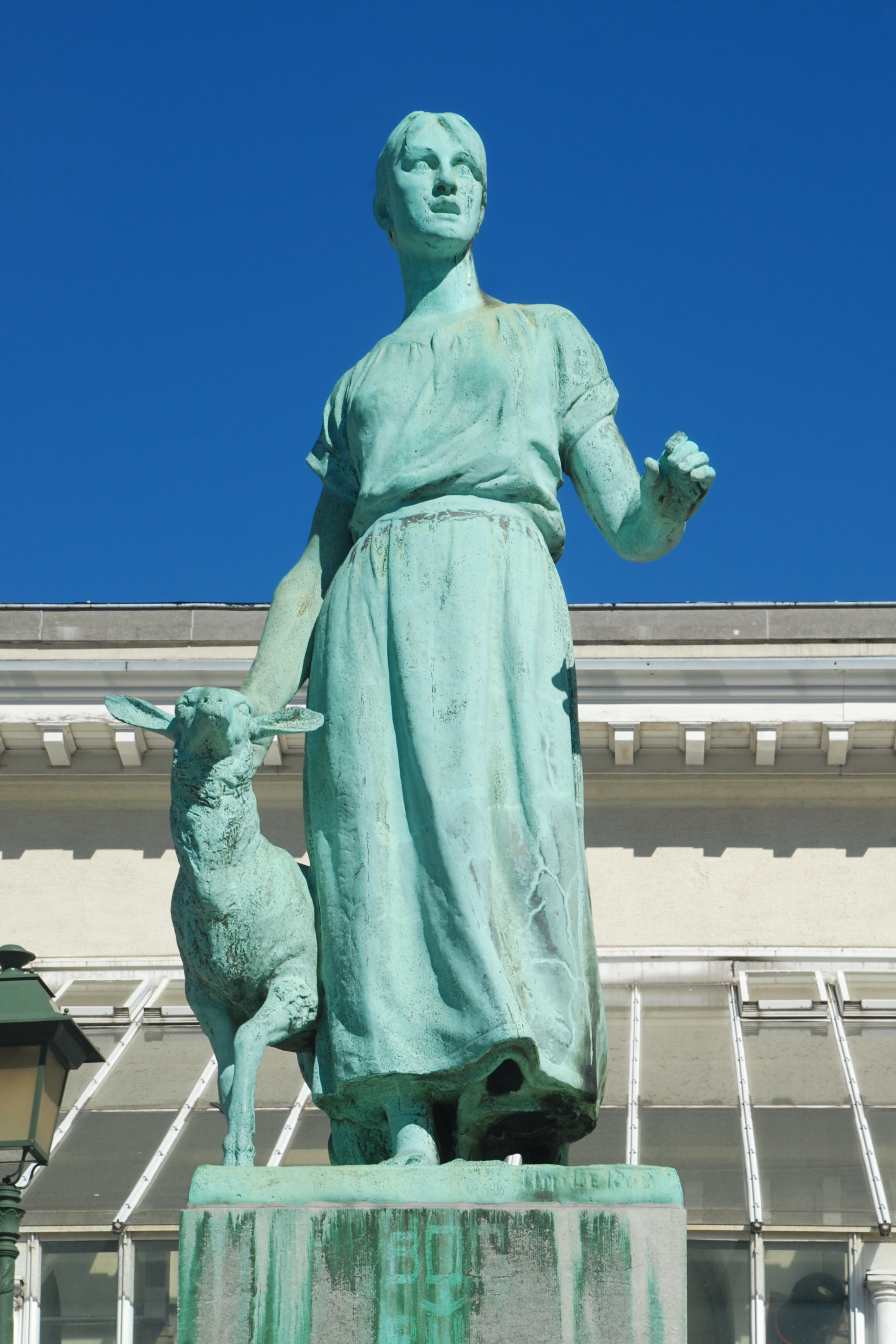
De Lente of De Herderin, Hippolyte Leroy
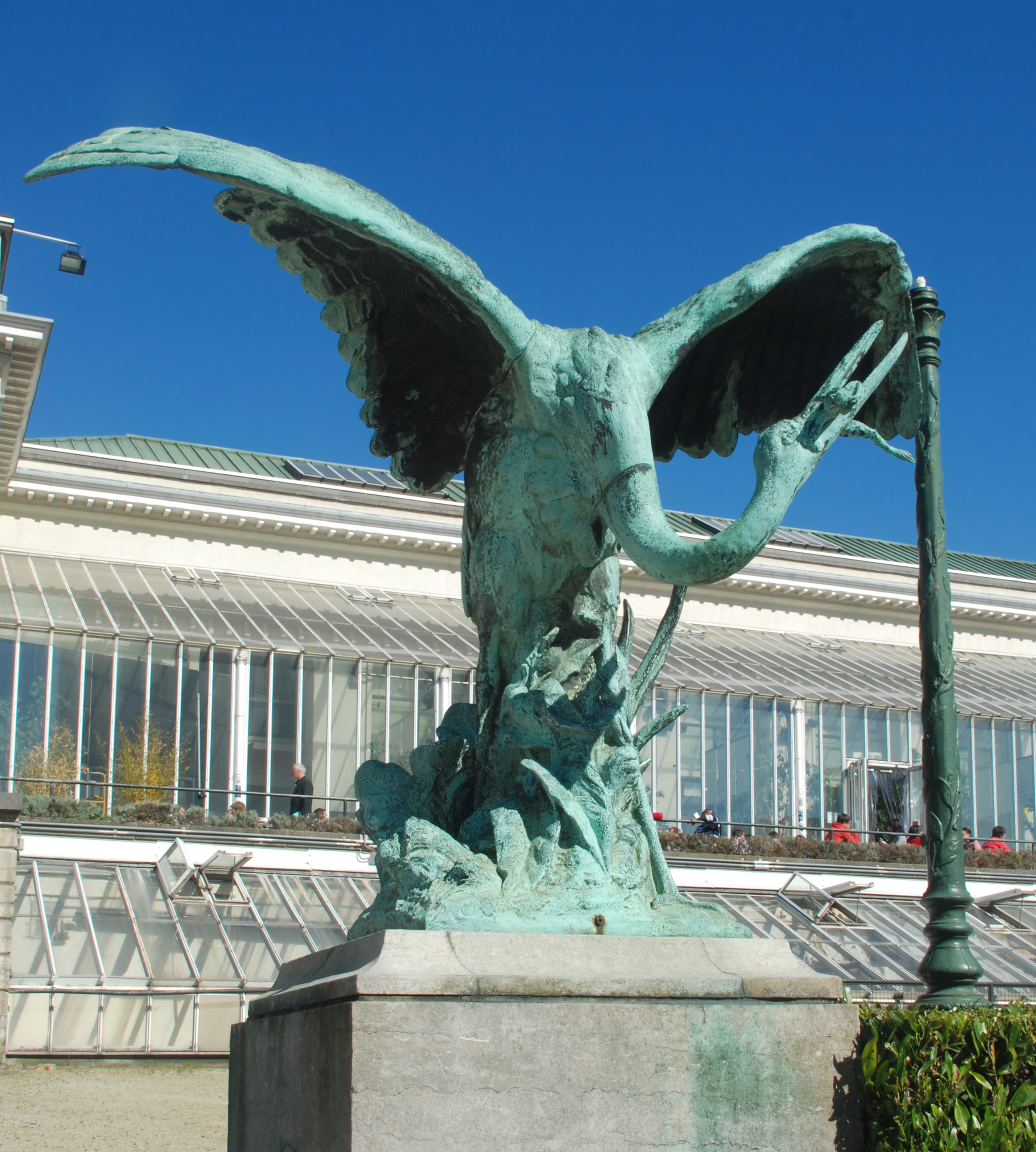
De Ooievaar, Edmond Lefever

## Cultureel centrum
In 1978 verkreeg het ministerie voor de Franse Gemeenschap de verlaten oranjerie en besliste om er een cultureel centrum in te richten. De culturele activiteiten van de “Botanique” startten in januari 1984. Sinds het einde van de 20e eeuw wordt het gebouw uitsluitend als cultureel centrum gebruikt.
De Botanique bestaat uit acht zalen. De meest gebruikte zalen zijn de Orangerie (de grootste zaal, 700 staanplaatsen of 358 zitplaatsen), de Rotonde (250 staanplaatsen of 125 zitplaatsen) en de Witloofbar (200 staanplaatsen of 100 zitplaatsen). Meestal worden de zalen gebruikt voor concerten van nationale en internationale artiesten. Soms zijn er ook tentoonstellingen, theater- en filmvoorstellingen te zien.
Jaarlijks worden ook Les Nuits Botanique georganiseerd, een indoormuziekfestival dat iets meer dan een week duurt.

## Omgeving
Nabij de Kruidtuin bevindt zich het gelijknamige metrostation Kruidtuin. Onder de Kruidtuin gaat de spoorlijn Noord-Zuidverbinding door, evenals de ringlijn van de Brusselse metro.
Ten zuiden van Kruidtuin ligt de Kleine Ring (R20) met aan de overzijde ervan het Pachecogebouw en de Financietoren. Ten zuidoosten staat het Galileigebouw.

## Fotogalerij

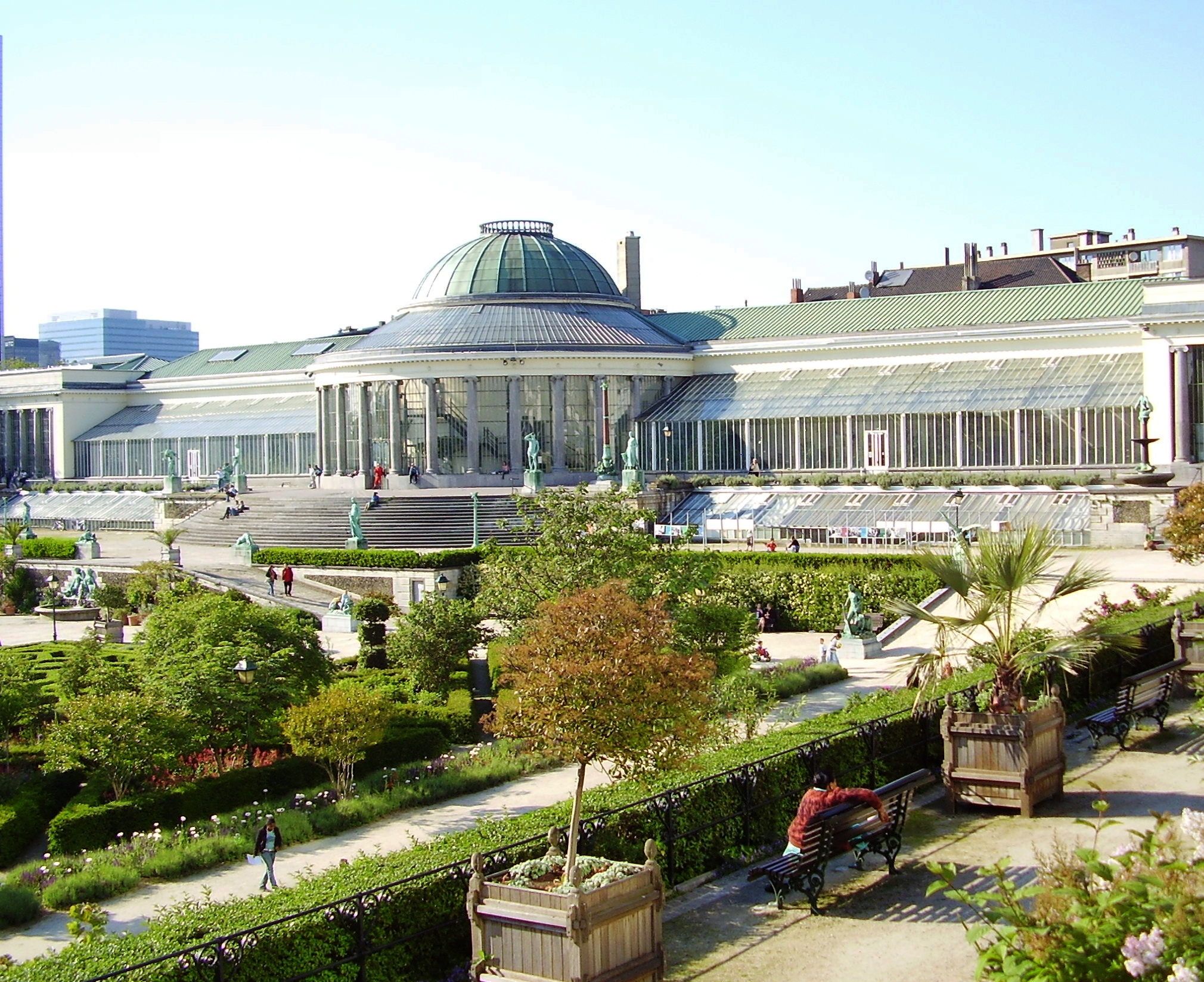
De centrale rotonde met koepeldak
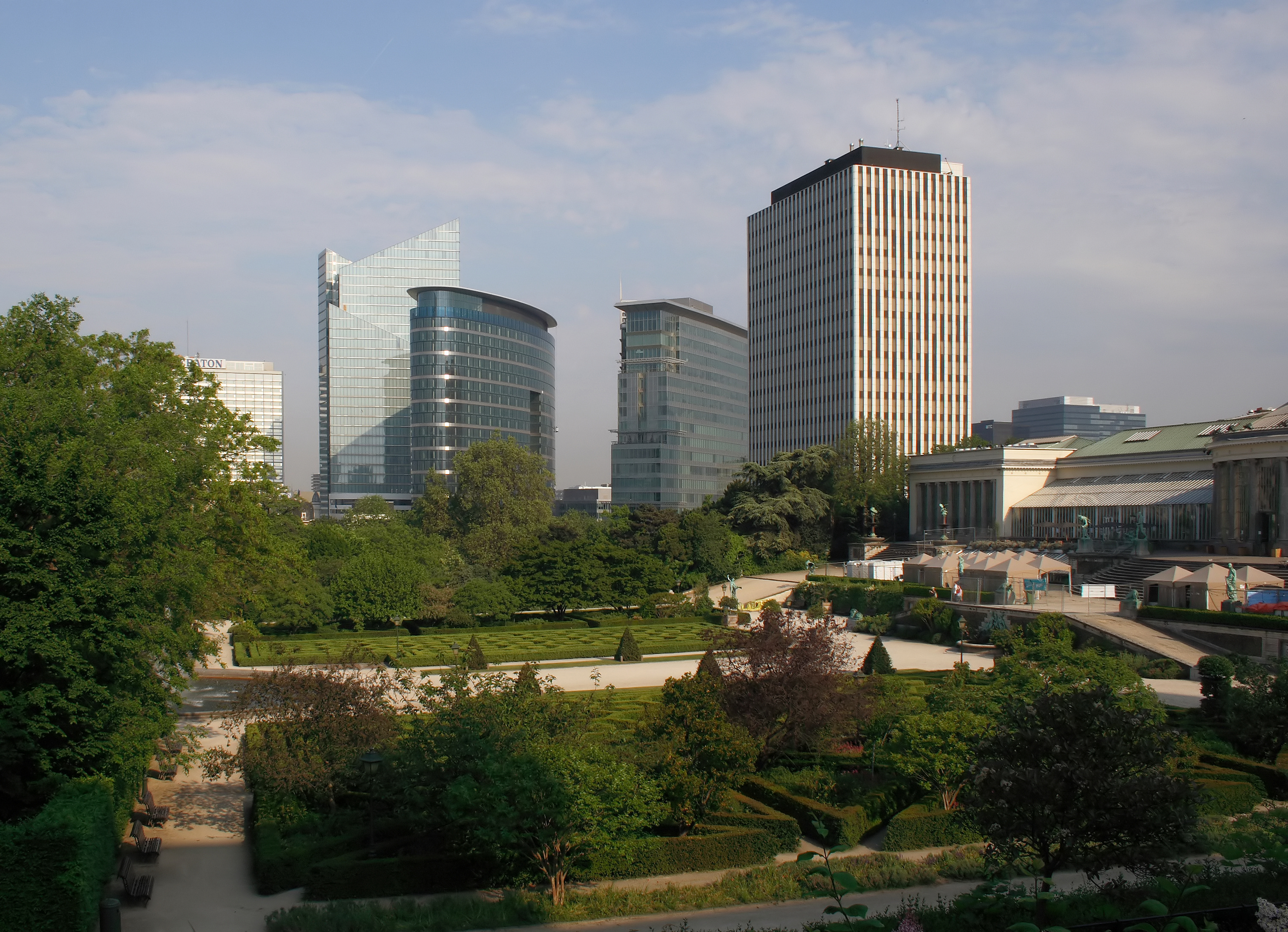
Overzicht van de Kruidtuin
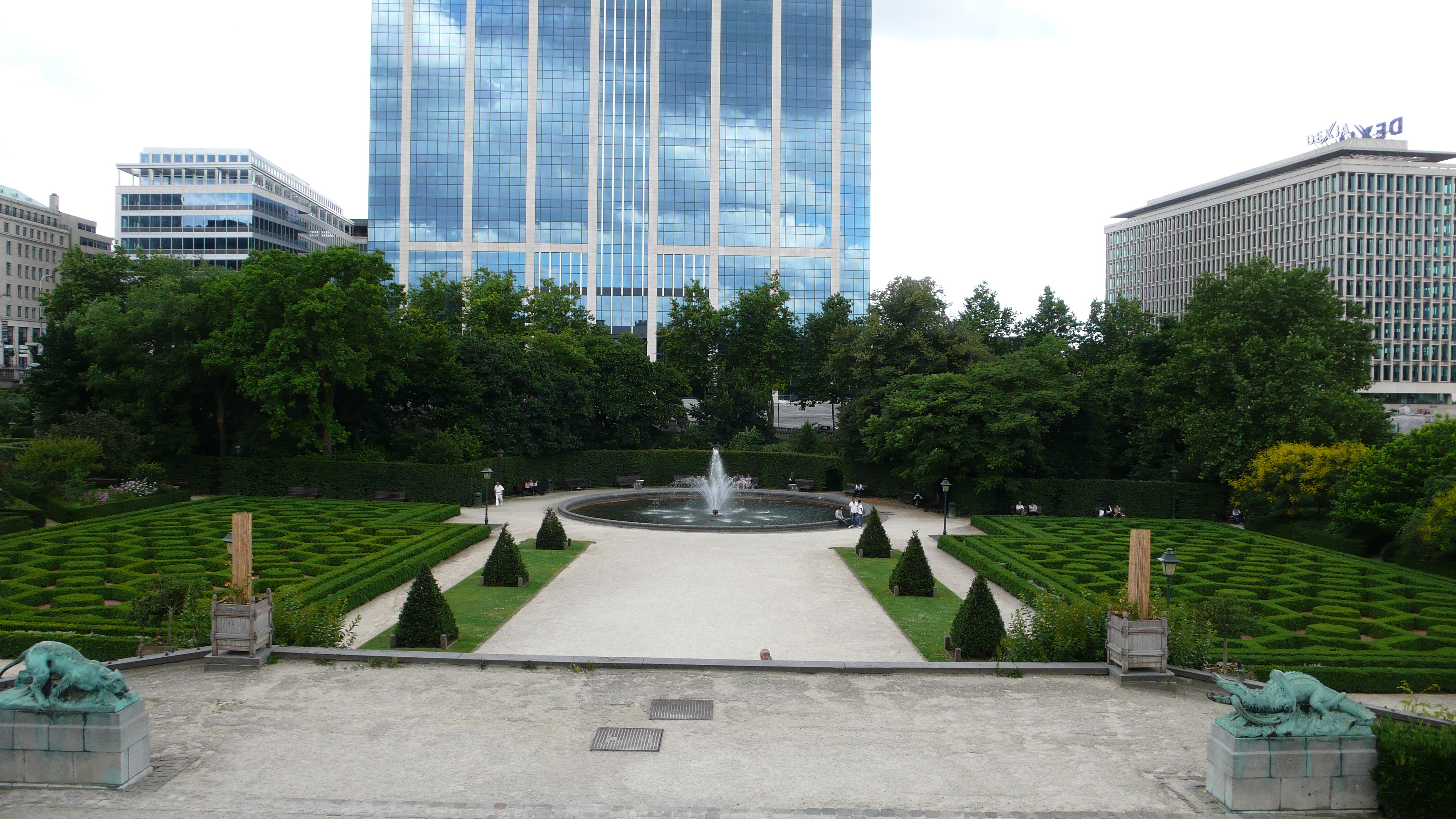
Overzicht van de Kruidtuin
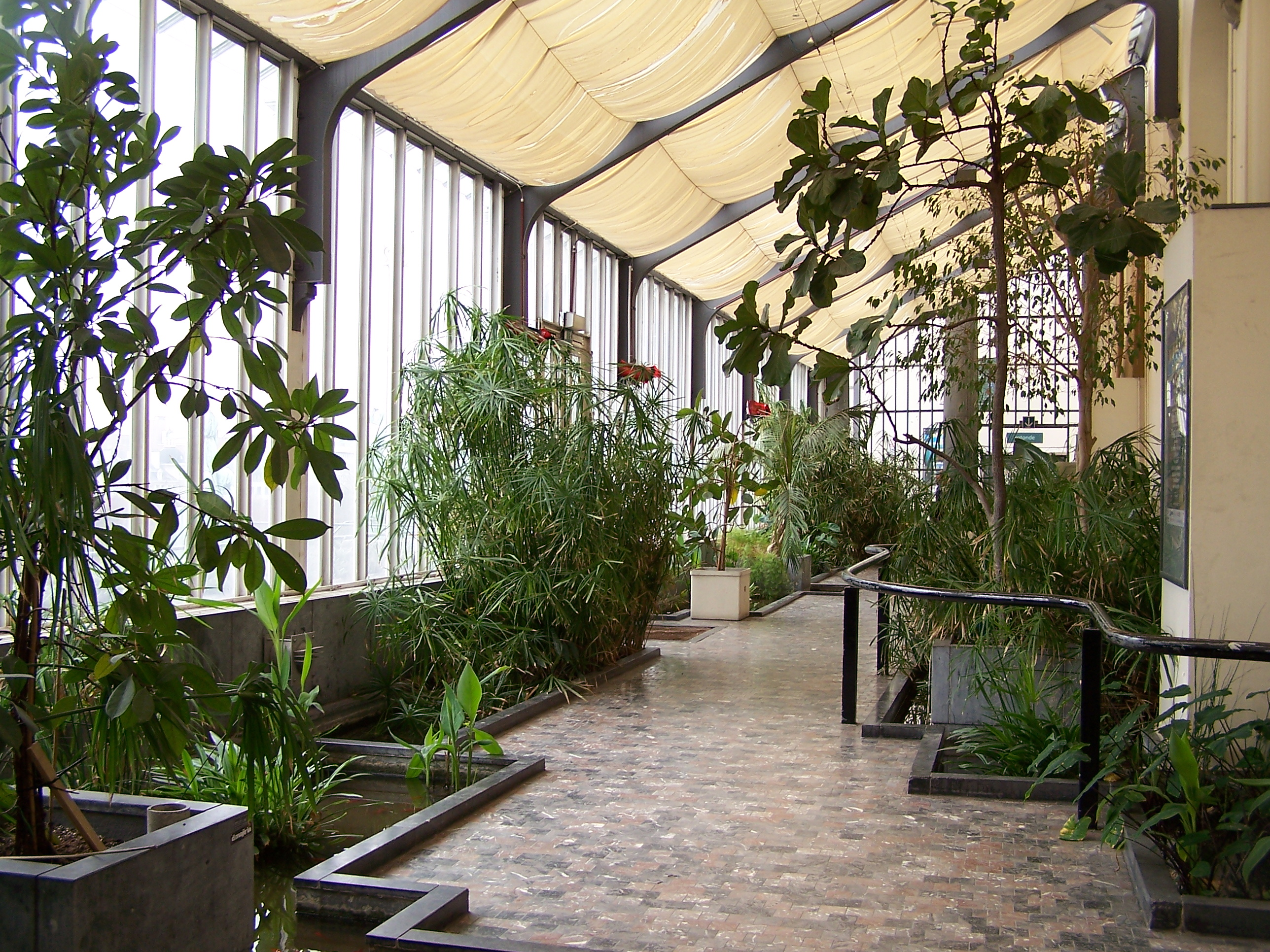
De Kruidtuin van binnen
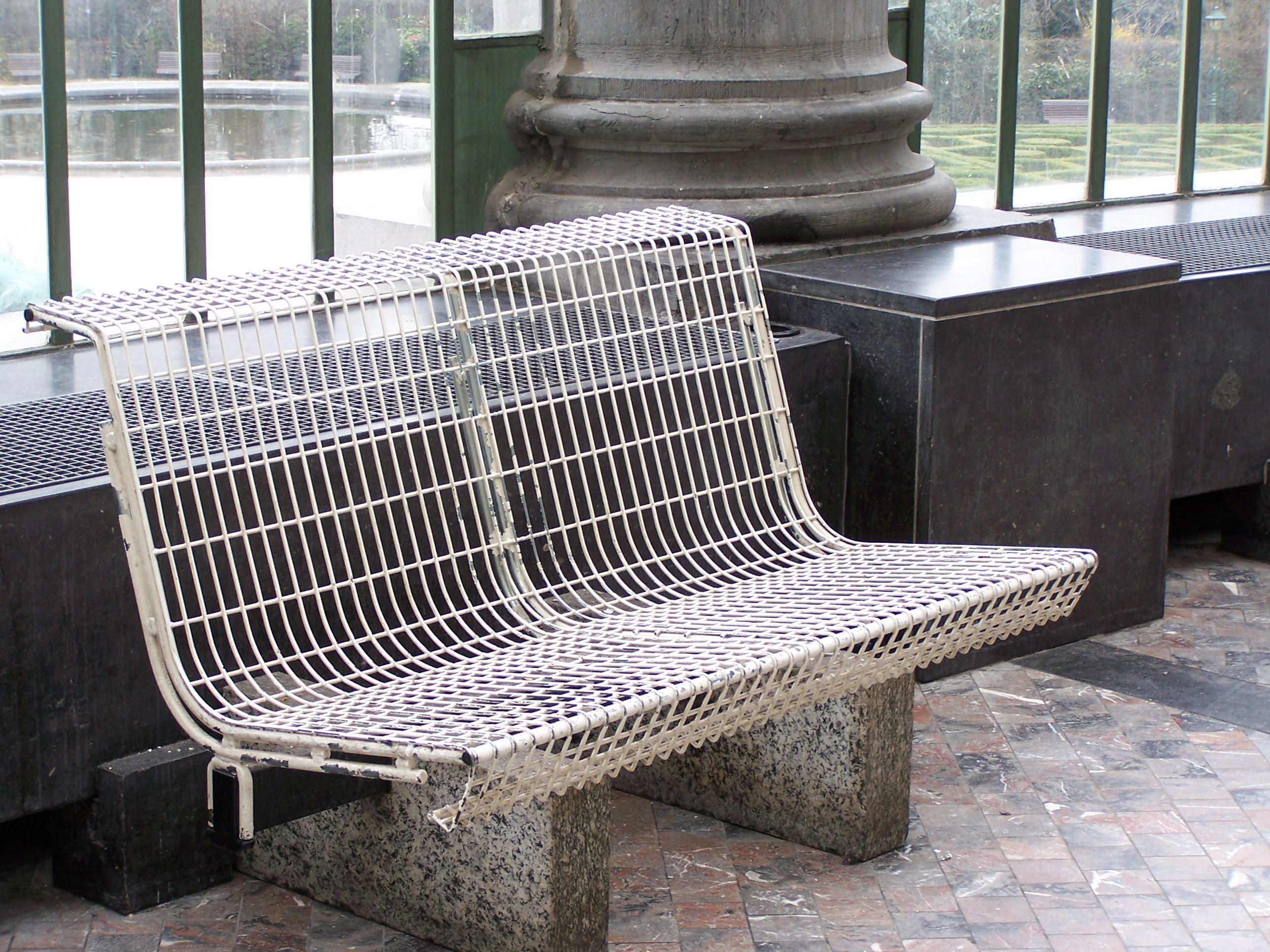
Een bank, binnen
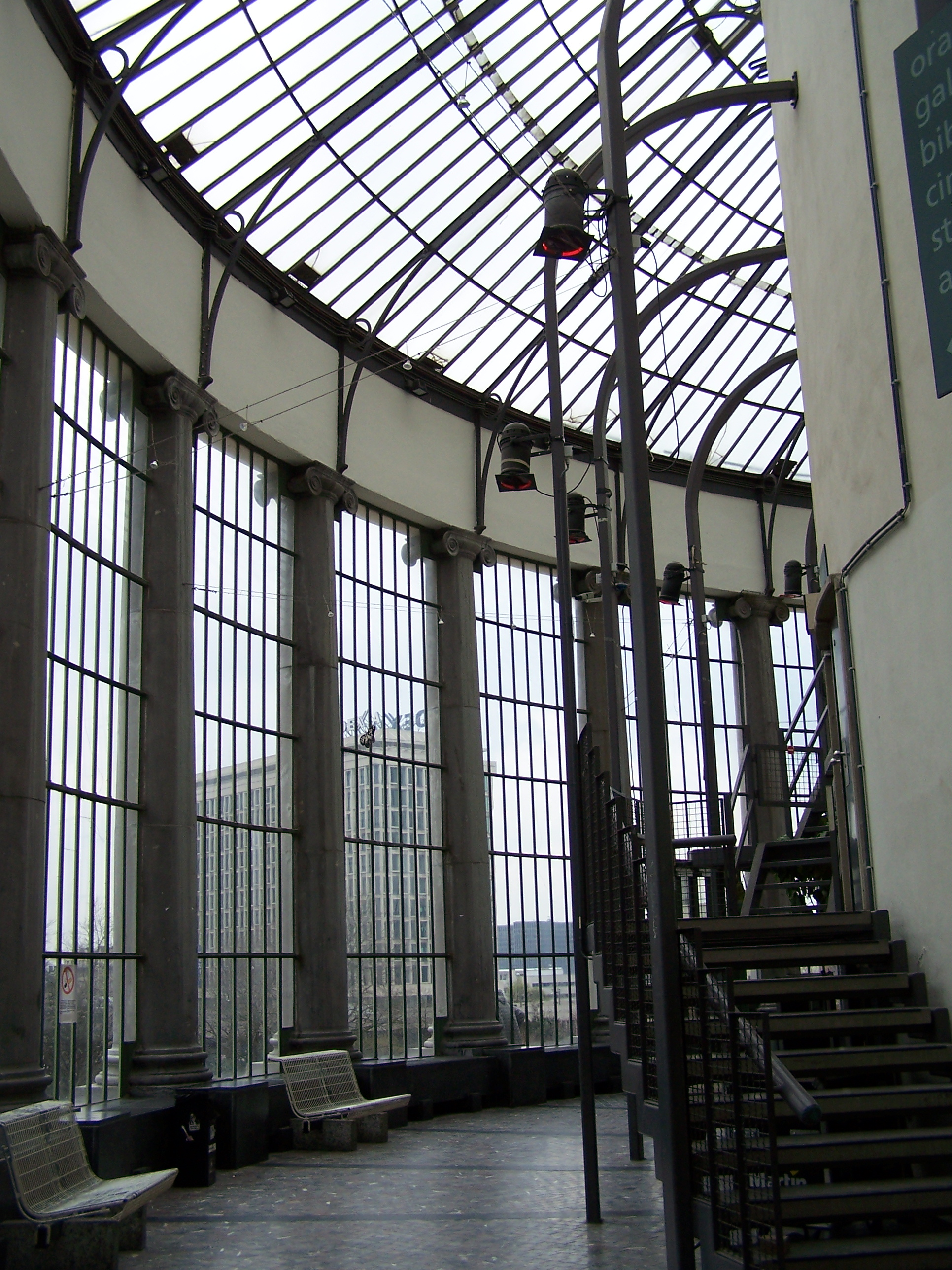
De Rotonde, binnen
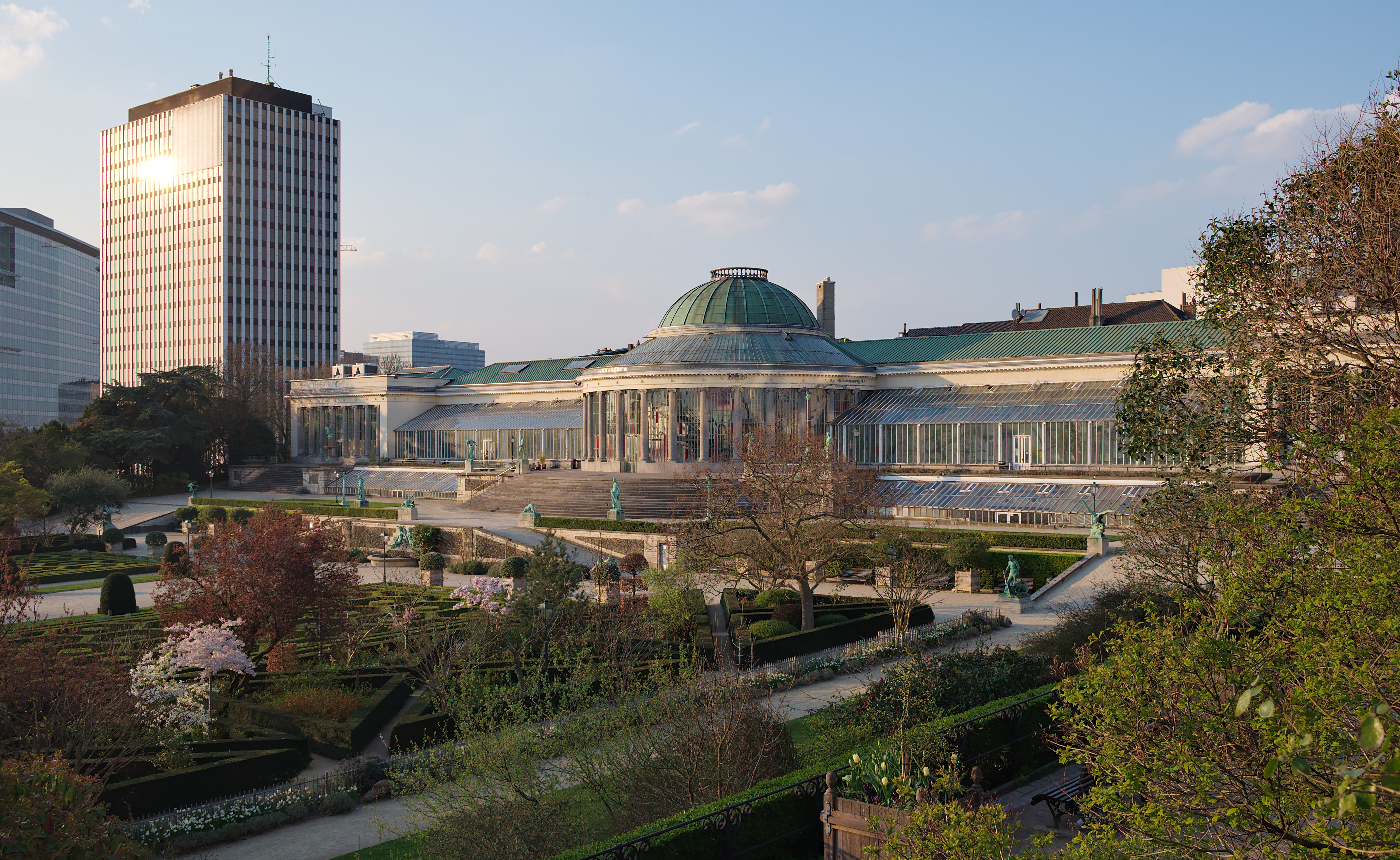
Zicht op de Botanique